# Joyce Hackett
Joyce Hackett est une écrivaine et activiste américaine.

## Biographie

### Activisme
Joyce Hackett est une ancienne membre du Community Board 9, conseil communautaire de New York qui englobe les quartiers de Brooklyn, Crown Heights, Prospect Lefferts Gardens et Wingate,.La militante est à l’origine de plusieurs grands projets et programmes d'éducation dans le public, dont la journée d'écriture de l'histoire de Washington. 
Joyce Hackett est fondatrice de Lift + Every + Vote, qui enseigne aux citoyens comment protéger les infrastructures essentielles de leur démocratie. Le mouvement est axé sur les bases du vote : inscription, accès et vérification. Joyce Hackett travaille également en tant qu'organisatrice et bénévole sur le terrain pour Common Cause Massachusetts, un organisme de surveillance gouvernemental non partisan et sans but lucratif, voué à la participation des citoyens à un gouvernement ouvert, honnête et responsable. Elle vit et travaille dans les Berkshires.

### Littérature
Les fictions et essais de Joyce Hacket sont publiés dans près de douze pays, et notamment dans la presse internationale à travers les titres Harpers, The Guardian, The Independent, The Paris Review, London Magazine, Die Welt, Der Tagespiegel et NPR,.
En 2002, Joyce Hackett est lauréate du prix Janet Heidiger Kafka pour Disturbance of the Inner Ear. Ce premier roman salué par la critique raconte une histoire de traumatisme hérité et guéri par l'amour entre deux âmes sœurs improbables : Isabel, ancien prodige du violoncelle et fille d'un survivant de l'Holocauste, et Giulio, un Gigolo italien,. Le langage musical de l'autrice prend vie dans un récit à la première personne. L'ouvrage est qualifié d'audacieux compte tenu de son plan stylistique et du développement approfondi de la psychologie des personnages,.
Dans l'ouvrage Reconstruction, Joyce Hackett explore l'amitié de Frederick Douglass avec Susan B. Anthony, militante des droits civiques aux États-Unis. 

## Distinctions
- 2002 : Prix Janet Heidiger Kafka pour Disturbance of the Inner Ear